# Гъстейвъс Франклин Суифт
Гъстейвъс Франклин Суифт (на английски: Gustavus Franklin Swift) е американски предприемач. Той основава предприятието „Суифт енд Къмпани“ и реализира поредица от технически и организационни нововъведения, довели до коренни промени в месопреработвателната промишленост, определяни в Съединените щати като начало на „епохата на евтиното говеждо“.

## Биография
Гъстейвъс Франклин Суифт е роден на 24 юни 1839 г. в Сагамор, Масачузетс. Родителите му са потомци на преселници от Великобритания, установили се в Масачузетс през 17 век, и притежават животновъдна ферма. Суифт напуска училище след осми клас и на четиринадесет години започва работа в месарския магазин на по-големия си брат, а две години по-късно започва да търгува самостоятелно с добитък за колене. През 1861 г. се жени за Ани Мария Хигинс, от която има девет деца, достигнали зряла възраст, а през следващата година открива собствен магазин и кланица.
През 1869 г. Суифт се премества в Брайтън, днес част от Бостън, където през 1872 година основава предприятие, съвместно с бостънския търговец на месо Джеймс Хатауей. Следвайки разрастващото се отглеждане на говеда в Средния Запад, фирмата последователно се премества в Олбани и Бъфало, а през 1875 г. се установява в Чикаго, който по това време се превръща в основен център на месопреработвателната промишленост. През 1878 година Суифт прекратява съдружието си с Хатауей и създава съвместно предприятие с по-малкия си брат, което през 1885 г. е преобразувано в корпорацията „Суифт енд Къмпани“.
По това време основната част от говедата в Съединените щати се отглеждат в Средния Запад, докато потреблението на месо е концентрирано по източното крайбрежие. Обикновено животните се транспортират живи, което води до загуба на тегло и повишава разходите, тъй като голяма част от труповете не се използва. Макар и по-рано да са правени неуспешни опити за това, Суифт и наетият от него инженер Ендрю Чейс успяват да конструират първият ефективен хладилен вагон. Това дава възможност на Суифт да доставя прясно месо от своите кланици в Чикаго до големите градове в цялата страна и дори в Канада. През следващите десетилетия този подход е възприет от целия сектор и довежда до големи промени както в месопреработването, така и в железопътния транспорт.
Донякъде с цел да намали замърсяването с отпадъчни продукти, Суифт отделя внимание на създаването на иновативни методи за използване на остатъците от производството на месо. По този начин той успява да организира промишленото производство на разнообразни странични продукти, като маргарин, сапун, лепило, торове, гребени, копчета, дръжки за ножове и фармацевтични препарати, като пепсин и инсулин.
Гъстейвъс Франклин Суифт умира на 29 март 1903 г. в Лейк Форест.